# ون كوين
ون كوين (بالإنجليزية: OneCoin) هو مخطط بونزي تم الترويج له باعتباره عملة معماة من قبل شركات خارجية مقرها بلغاريا شركة ون كوين (مسجلة في دبي) وشركة ون لايف نيتوورك (مسجلة في بليز)، وكلاهما من تأسيس روجا اجناتوفا بالتنسيق مع سيباستيان غرينوود. نظرًا لهيكلها التنظيمي تم اعتبارها مخطط بونزي. حيث وصفته صحيفة ذا تايمز بأنه «واحد من أكبر عمليات الاحتيال في التاريخ».

## أنظر أيضا
- بيتكونيكت